# ブラマリのいただきっ!
『ブラマリのいただきっ!』は、テレビ東京系列にて2013年10月4日から2015年6月12日まで放送されたバラエティ番組。通算66回。
放送時間は2014年3月14日までは金曜18:30 - 19:54、同年4月4日以降は金曜18:58 - 19:54。同年9月26日までのタイトルは『腹ペコ!なでしこグルメ旅』（はらぺこ!なでしこグルメたび）であった。

## 概要
ブラックマヨネーズが、大食い美女たちとともに美食めぐりをする新感覚グルメバラエティ。出演する大食い美女は、同局製作のバラエティ番組『元祖!大食い王決定戦』にて活躍する女性大食い選手たちである。
パイロット版として2013年5月3日に『完食!なでしこ食堂』（かんしょく - ）が、同年8月9日には『爆食!なでしこグルメ旅』（ばくしょく - ）が、18:30 - 20:50の枠でそれぞれ放送された。
本番組より金曜19時台はローカルセールス枠に変更され、月曜19時台の『YOUは何しに日本へ?』がネットセールス枠になった（枠交換）。その後、後述の改題と共に2014年10月より再びネットセールス枠に変更された。
2014年春改編でアニメ『妖怪ウォッチ』が水曜19:00から金曜18:30に移動するのに伴い、本番組は4月4日放送分より28分縮小して18:58開始の1時間番組となった。
『腹ペコ!なでしこグルメ旅』としては最後の放送となった2014年9月26日放送分で、吉田より「この番組で足りないのは進行役」という発言を受け、関根麻里の加入や番組名の改題が告知された。それ以降、回によっては大食い美女たちが登場しない内容も制作されるようになっている。
2015年6月12日の放送を以って打ち切られた。また、番組打ち切りは突然決定し、同年6月3日発売の隔週発売の各テレビ雑誌では「最終回マーク」が着けられておらず、翌週6月19日も放送の予定だった。これにより、前番組の『お金がなくても幸せライフ がんばれプアーズ!』から続いたブラックマヨネーズ出演の番組も終了した。

## 出演者

### MC
- ブラックマヨネーズ（前番組『がんばれプアーズ!』より続投）
  - 小杉竜一
  - 吉田敬

### 進行
- 関根麻里（2014年10月17日 - 2015年6月12日）

### 大食いなでしこ
- アンジェラ佐藤
- 三宅智子
- もえのあずき（バクステ外神田一丁目）
- ロシアン佐藤
- 木下ゆうか
- 正司優子
- 松崎沙織
- ペルビー貴子（小笠原貴子）
- 石山きよみ

### ナレーション
- 高山みなみ
- 垂木勉

## ネット局
| 放送対象地域   | 放送局         | 系列           | 放送期間                                                                                  | 放送日時                                                  | ネット状況 |
| -------------- | -------------- | -------------- | ----------------------------------------------------------------------------------------- | --------------------------------------------------------- | ---------- |
| 関東広域圏     | テレビ東京     | テレビ東京系列 | 2013年10月4日 - 2014年3月14日 2014年4月4日 - 2015年6月12日                                | 金曜 18:30 - 19:54 金曜 18:58 - 19:54                     | 制作局     |
| 北海道         | テレビ北海道   | テレビ東京系列 | 2013年10月4日 - 2014年3月14日 2014年4月4日 - 2015年6月12日                                | 金曜 18:30 - 19:54 金曜 18:58 - 19:54                     | 同時ネット |
| 愛知県         | テレビ愛知     | テレビ東京系列 | 2013年10月4日 - 2014年3月14日 2014年4月4日 - 2015年6月12日                                | 金曜 18:30 - 19:54 金曜 18:58 - 19:54                     | 同時ネット |
| 大阪府         | テレビ大阪     | テレビ東京系列 | 2013年10月4日 - 2014年3月14日 2014年4月4日 - 2015年6月12日                                | 金曜 18:30 - 19:54 金曜 18:58 - 19:54                     | 同時ネット |
| 岡山県・香川県 | テレビせとうち | テレビ東京系列 | 2013年10月4日 - 2014年3月14日 2014年4月4日 - 2015年6月12日                                | 金曜 18:30 - 19:54 金曜 18:58 - 19:54                     | 同時ネット |
| 福岡県         | TVQ九州放送    | テレビ東京系列 | 2013年10月4日 - 2014年3月14日 2014年4月4日 - 2015年6月12日                                | 金曜 18:30 - 19:54 金曜 18:58 - 19:54                     | 同時ネット |
| 滋賀県         | びわ湖放送     | 独立局         | 2013年10月4日 - 2014年3月14日 2014年4月4日 - 2015年6月12日                                | 金曜 18:30 - 19:54 金曜 18:58 - 19:54                     | 同時ネット |
| 愛媛県         | 愛媛朝日テレビ | テレビ朝日系列 | 2014年4月2日 - 2015年7月8日                                                               | 水曜 0:20 - 1:20（火曜深夜）                              | 遅れネット |
| 大分県         | 大分放送       | TBS系列        | 2013年10月18日 - 2015年12月5日                                                            | 金曜 13:55 - 14:49                                        | 遅れネット |
| 岩手県         | IBC岩手放送    | TBS系列        | 2013年10月24日 - 2014年3月27日 2014年4月1日 - 2014年9月16日 2014年9月30日 - 2015年6月30日 | 木曜 23:58 - 翌0:52 火曜 15:55 - 16:50 火曜 14:55 - 15:50 | 遅れネット |
| 静岡県         | 静岡朝日テレビ | テレビ朝日系列 | 2013年10月26日 - 2015年6月27日                                                            | 土曜 15:25 - 16:25                                        | 遅れネット |
| 奈良県         | 奈良テレビ     | 独立局         | 2013年11月1日 - 2014年3月21日                                                             | 金曜 19:00 - 19:58                                        | 遅れネット |
| 青森県         | 青森テレビ     | TBS系列        | 2013年11月3日 - 2014年1月5日 2014年1月11日・1月18日 2014年1月26日 - 3月30日               | 日曜 13:00 - 13:54 土曜 15:00 - 15:54 日曜 14:00 - 14:54  | 遅れネット |
| 熊本県         | テレビ熊本     | フジテレビ系列 | 2013年11月7日 - 2015年3月20日 2015年4月17日 - 7月17日                                     | 木曜 14:00 - 14:55 金曜 0:25 - 1:20（木曜深夜）           | 遅れネット |
| 富山県         | 北日本放送     | 日本テレビ系列 | 2014年4月1日 - 2015年8月18日                                                              | 火曜 0:59 - 1:59（月曜深夜）                              | 遅れネット |
| 宮城県         | 東北放送       | TBS系列        | 2015年4月18日 - 8月8日                                                                    | 土曜 10:25 - 11:25                                        | 遅れネット |

## スタッフ
- 構成：村上卓史、田口佳宏、木南広明、松田敬三、山形遼介
- TD：近藤剛史（スタジオ）
- VE：佐原和彦（スタジオ）
- カメラ：小長井信弥、牧野治紀、丸山宗広、宮川量康、渡辺晃、新井直樹、矢田部修、鈴木克典、北条英樹、小川正明、丸山真平、藤川秀人、村上岳文、荒木哲志
- 音声：宮城島長利、鴨原直彦、小林寿恵、小島一、小笹直樹、水野秀樹、永久保仁志、佐藤達也、林将志、朝比奈一啓
- 照明：高柴圭一（スタジオ）
- 美術デザイン：三重野基
- 美術進行：小谷恵
- 編集：橋本淳一郎、橋本美幸、福原忠幸、谷口諒
- MA：熊井明子、吉田章太
- 音効：大久保吉久、大貫孝輔
- スタイリスト：角田今日子
- 番宣：澁谷牧代（テレビ東京）
- デスク：鈴木麻里（テレビ東京）
- 技術協力：テクノマックス、港家、パワービジョン、SDTエンタープライズ、麻布プラザ
- 美術協力：テレビ東京アート、フジアール
- メイク：山田かつら
- タイトル：大類道久（アニメトロニカ）
- AP：遠藤充子・角田康治（テレビ東京）、荻原雄一（よしもとクリエイティブ・エージェンシー）、内田智子（BEE BRAIN、一時離脱→復帰）
- ディレクター：浅尾和寿（BEE BRAIN）、須藤拓也、藤野智光、入山真也（Hearts）、大河平愛子、市葉純一、板川侑右・森本泰介（テレビ東京）、帆足誠仁、永井宏幸、柴田琢朗、荻野和人、猪狩信人、西重雄、藤村智子
- 演出：石井栄一、中野 聡（BEE BRAIN）、橋本崇・小口基輝（Hearts）
- 総合演出：小野努（テレビ東京、以前は演出）
- プロデューサー：井関勇人（テレビ東京）、宮本稔久（よしもとクリエイティブ・エージェンシー）、中村肇（BEE BRAIN）、酒井英樹（Hearts）、北澤裕史（BEE BRAIN）、鈴木康正
- チーフプロデューサー：深谷守（テレビ東京）
- 制作協力：吉本興業、BEE BRAIN、Hearts、フラッガーテン
- 製作著作：テレビ東京

### 過去のスタッフ
- 構成：堀田延、中垣ヒデキ
- AP：花田真志（よしもとクリエイティブ・エージェンシー）
- 総合演出：矢部宏光（テレビ東京、一時期）